# Mar Pavón
María del Mar Pavón Córdoba, més coneguda com a Mar Pavón (Manresa, 16 de setembre del 1968) és una escriptora manresana establerta a Sant Joan de Vilatorrada, que cultiva sobretot la literatura infantil. Ha publicat més de mig centenar d'obres entre contes, narracions i poemaris i ha estat traduïda a totes les llengües de l'estat, així com a l'anglès, el francès, el portuguès, l'italià, l'alemany, l'holandès, el xinès i el coreà, entre d'altres. La seva obra més significativa és “Yeray poeto", publicada arran del naixement del seu fill el 1996. El seu personatge més popular és “La gallina Cocorina”, creat en col·laboració amb la il·lustradora Mónica Carretero i que ha guanyat diversos premis i reconeixements.
Filla de pares andalusos, és la gran de tres germans. De condició autodidacta, el 1988 va publicar el seu primer poema en un diari local. El van seguir altres poemes en revistes especialitzades en literatura com “Caminos” o “Escribir y publicar”. Posteriorment, va escriure alguns dels seus relats, entre els quals destaca “Peluquera a domicilio” i “Un crío listo” que foren publicats a la revista “Perfiles” de la ONCE. El 1996 es va endinsar en el món de la literatura infantil que va culminar el 2001 amb la publicació de “Yeray poeto”, el seu primer llibre per a infants. També ha participat en antologies col·lectives i en llibres de text. El 2015 es va estrenar com a autora per a adults amb un poemari contra la violència masclista titulat “hombres, dioses y otros tratos malos”.
Entre les seves obres per a infants, destaquen Rula busca su lugar. Il·lustrat per Maria Girón. Àlbum (2015) i Inseparables. Il·lustrat per Maria Girón. Àlbum (2015)

## Obra literària
La seva obra literària està composta per gènere poètic, tant infantil com d'adult, lectures educatives, contes infantils i àlbums il·lustrats, molts d'ells traduïts a diferents idiomes.
Infantil (selecció)
- Diego en la botella. Il·lustrat per Roger Olmos. Llibre de lectura (2013)[7]
- Rula busca su lugar. Il·lustrat per Maria Girón. Àlbum (2015)[8]
- Inseparables. Il·lustrat per Maria Girón. Àlbum (2015)[9]

Adults
- hombres, dioses y otros tratos malos. Il·lustrat per Natalia Robledo. Poemari (2015)

## Premis i reconeixements
- 2011: Segon Premi en la categoria de Best Children's Picture Book – Spanish -- atorgat pels International Latino Book Awards (USA) per La gallina Cocorina.[10][11]
- 2012: Medalla de Plata en la categoria de Children's Picture Books (7 & Under)-- atorgat pels IPPY per Clucky in the Garden of Mirrors (USA).[12]
- 2012: Menció d'Honor en la categoria de Best Children's Picture Book – Spanish-- atorgat pels International Latino Book Awards (USA) per ¿Puede pasarle a cualquiera?[12]
- 2012: Medalla de Bronze en la categoria de Children's Picture Book atorgat pels Living Now Awards (USA) per Zaira and the Dolphins.[13][12]
- 2013: Primer Premi en la categoria de Best Children's Fiction Picture Book – Spanish-- atorgat pels International Latino Book Awards (USA) per Cocorina y el puchero mágico.[14]
- 2013: Medalla de Bronze en la categoria de Spanish Language – Picture Book atorgat pels Moonbeam Children's Book Awards (USA) per Ser Filiberta.[15]
- 2014: Medalla de Bronze en la categoria de Spanish Language – Picture Book atorgat pels Moonbeam Children's Book Awards (USA) per La noche de los ruidos / Los ruidos de la noche.[16]
- 2014: Segon Premi en la categoria de Most Inspirational Children's Picture Book – Spanish or Bilingual-- atorgat pels International Latino Book Awards (USA) per La gallina Cocorina.[17]
- 2015: Die besten 7 Bücher für junge Leser im Dezember (Alemanya) per Sechs Langbärte.[18]
- 2015: Der LesePeter des Monats Dezember (Alemanya) per Sechs Langbärte.[19]
- 2016: Distinció en la llista The White Ravens per la Biblioteca Internacional de la Joventut de Múnic (Alemanya) per ¡Eso no es normal![20]